# 伯貝尼鄉 (瑟拉日縣)

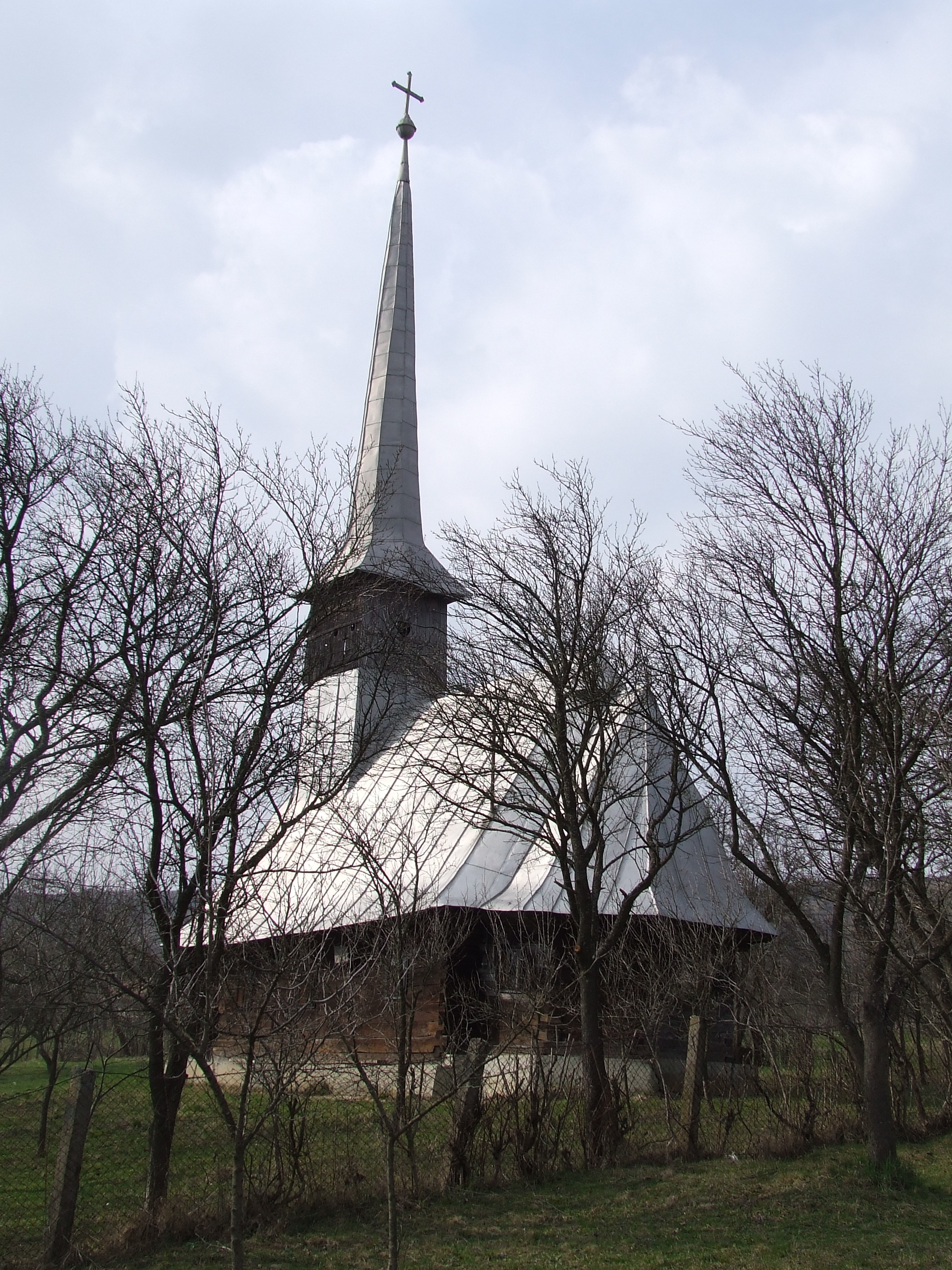

47°18′09″N 23°24′04″E / 47.3025°N 23.4011°E
伯貝尼鄉（羅馬尼亞語：Comuna Băbeni, Sălaj），是羅馬尼亞的鄉份，位於該國西北部，由瑟拉日縣負責管轄，面積54平方公里，海拔高度199米，2007年人口1,892，人口密度每平方公里35人。